# Liste der Kulturdenkmale in Konstanz/Stadelhofen
In der Liste der Kulturdenkmale in Konstanz Stadelhofen sind Bau- und Kunstdenkmale der Stadt Konstanz im Altstadtbereich der Vorstadt Stadelhofen verzeichnet, die im „Verzeichnis der unbeweglichen Bau- und Kunstdenkmale und der zu prüfenden Objekte“ des Landesamts für Denkmalpflege Baden-Württemberg verzeichnet sind. Dieses Verzeichnis ist nicht öffentlich und kann nur bei „berechtigtem Interesse“ eingesehen werden. Die folgende Liste ist daher nicht vollständig. Die hier aufgeführten Einzeldenkmale wurden aus der vorbereiteten Untersuchung der Sanierung von Stadelhofen entnommen.

## Allgemein
- Bild: Zeigt ein ausgewähltes Bild aus Commons, „Weitere Bilder“ verweist auf die Bilder im Medienarchiv Wikimedia Commons.
- Bezeichnung: Nennt den Namen, die Bezeichnung oder die Art des Kulturdenkmals.
- Lage: Straßenname und Hausnummer oder Flurstücknummer des Kulturdenkmals, gegebenenfalls auch den Ortsteil. Die Grundsortierung der Liste erfolgt nach dieser Adresse. Der Link (Karte) führt zu verschiedenen Kartendiensten mit der Position des Kulturdenkmals. Fehlt dieser Link, wurden die Koordinaten noch nicht eingetragen. Sind diese bekannt, können sie über ein Tool mit einer Kartenansicht einfach nachgetragen werden. In dieser Kartenansicht sind Kulturdenkmale ohne Koordinaten mit einem roten bzw. orangen Marker dargestellt und können durch Verschieben auf die richtige Position in der Karte mit Koordinaten versehen werden. Kulturdenkmale ohne Bild sind an einem blauen bzw. roten Marker erkennbar.
- Datierung: Baubeginn, Fertigstellung, Datum der Erstnennung oder grobe zeitliche Einordnung entsprechend des Eintrags in der zuständigen Denkmaldatenbank (Landesamt für Denkmalpflege Baden-Württemberg).
- Beschreibung: Kurzcharakteristik des Kulturdenkmals.

## Einzeldenkmale in Stadelhofen

### Innerhalb der Gesamtanlage Altstadt
| Bild           | Bezeichnung                                       | Lage                             | Datierung | Beschreibung | ID |
| -------------- | ------------------------------------------------- | -------------------------------- | --------- | --- | -- |
| Weitere Bilder | Wohn- und Geschäftshaus                           | Bodanplatz 2 (Karte)             |           | Geschützt nach § 2 DSchG |    |
| Weitere Bilder | Wohn- und Geschäftshaus                           | Bodanplatz 3 (Karte)             |           | Dreigeschossiger, traufständiger Baukörper über massivem Erdgeschoss, das durch eine Putznutung als Sockel ausgewiesen ist, mit Satteldach, wohl 2. Hälfte 17. Jh., um 1666ff. (dendrochronologisch datiert) Geschützt nach § 2 DSchG |    |
| Weitere Bilder | Wohn- und Geschäftshaus                           | Bodanplatz 12 (Karte)            |           | Geschützt nach § 2 DSchG |    |
| Weitere Bilder | Wohn- und Geschäftshaus                           | Bodanplatz 12a (Karte)           |           | Geschützt nach § 2 DSchG |    |
| Weitere Bilder | Wohn- und Geschäftshaus                           | Bodanplatz 14 (Karte)            |           | um 1407(d) Geschützt nach § 2 DSchG |    |
| Weitere Bilder | Wohn- und Geschäftshaus                           | Bodanplatz 16 (Karte)            |           | um 1406(d) Geschützt nach § 2 DSchG |    |
| Weitere Bilder | Wohn- und Geschäftshaus                           | Bodanstraße 4a (Karte)           |           | Geschützt nach § 2 DSchG |    |
| Weitere Bilder | Wohn- und Geschäftshaus                           | Bodanstraße 6 (Karte)            |           | Geschützt nach § 2 DSchG |    |
| Weitere Bilder | Wohn- und Geschäftshaus                           | Bodanstraße 8 (Karte)            |           | Geschützt nach § 2 DSchG |    |
| Weitere Bilder | Wohn- und Geschäftshaus                           | Bodanstraße 10 (Karte)           |           | Geschützt nach § 2 DSchG |    |
| Weitere Bilder | Wohnhaus                                          | Bodanstraße 12 (Karte)           |           | Geschützt nach § 2 DSchG |    |
| Weitere Bilder | Wohnhaus                                          | Bodanstraße 14 (Karte)           |           | Geschützt nach § 2 DSchG |    |
| Weitere Bilder | Wohn- und Geschäftshaus                           | Bodanstraße 16 (Karte)           |           | Geschützt nach § 2 DSchG |    |
| Weitere Bilder | Haus zum Roten Rössle, Wohn- und Geschäftshaus    | Bodanstraße 17 (Karte)           |           | Geschützt nach § 2 DSchG |    |
| Weitere Bilder | Geschäftshaus                                     | Bodanstraße 18 (Karte)           |           | Geschützt nach § 2 DSchG |    |
| Weitere Bilder | Wohn- und Geschäftshaus                           | Bodanstraße 19 (Karte)           |           | Geschützt nach § 2 DSchG |    |
| Weitere Bilder | Wohn- und Geschäftshaus                           | Bodanstraße 21 (Karte)           |           | Geschützt nach § 2 DSchG |    |
| Weitere Bilder | Wohn- und Geschäftshaus                           | Bodanstraße 23 (Karte)           |           | Geschützt nach § 2 DSchG |    |
| Weitere Bilder | Wohn- und Geschäftshaus                           | Bodanstraße 25 (Karte)           |           | Geschützt nach § 2 DSchG |    |
|                | Wohn- und Geschäftshaus                           | Bodanstraße 27 (Karte)           |           | Geschützt nach § 2 DSchG | BW |
|                | Wohn- und Geschäftshaus                           | Bodanstraße 29 (Karte)           |           | Geschützt nach § 2 DSchG | BW |
| Weitere Bilder | Wohn- und Geschäftshaus                           | Bodanstraße 39 (Karte)           |           | Geschützt nach § 2 DSchG |    |
| Weitere Bilder | Wohn- und Geschäftshaus                           | Bodanstraße 40 (Karte)           |           | Geschützt nach § 2 DSchG |    |
| Weitere Bilder | Wohn- und Geschäftshaus                           | Bruderturmgasse 8 (Karte)        |           | Geschützt nach § 2 DSchG |    |
| Weitere Bilder | Wohn- und Geschäftshaus                           | Emmishofer Straße 1 (Karte)      |           | Geschützt nach § 2 DSchG |    |
| Weitere Bilder | Wohn- und Geschäftshaus                           | Emmishofer Straße 2 (Karte)      |           | Geschützt nach § 2 DSchG |    |
| Weitere Bilder | Wohn- und Geschäftshaus                           | Emmishofer Straße 4 (Karte)      |           | Geschützt nach § 2 DSchG |    |
| Weitere Bilder | Wohnhaus                                          | Emmishofer Straße 6 (Karte)      |           | Geschützt nach § 2 DSchG |    |
| Weitere Bilder | Wohnhaus                                          | Emmishofer Straße 8 (Karte)      |           | Geschützt nach § 2 DSchG |    |
| Weitere Bilder | Wohnhaus                                          | Emmishofer Straße 10 (Karte)     |           | Geschützt nach § 2 DSchG |    |
| Weitere Bilder | Wohnhaus                                          | Emmishofer Straße 12 (Karte)     |           | Geschützt nach § 2 DSchG |    |
| Weitere Bilder | Wohnhaus                                          | Emmishofer Straße 14 (Karte)     |           | Geschützt nach § 2 DSchG |    |
| Weitere Bilder | Wohnhaus                                          | Emmishofer Straße 16 (Karte)     |           | Geschützt nach § 2 DSchG |    |
| Weitere Bilder | Wohn- und Geschäftshaus                           | Hüetlinstraße 1 (Karte)          |           | Geschützt nach § 2 DSchG |    |
| Weitere Bilder | Wohn- und Geschäftshaus                           | Hüetlinstraße 2 (Karte)          |           | Geschützt nach § 2 DSchG |    |
| Weitere Bilder | Wohn- und Geschäftshaus                           | Hüetlinstraße 3 (Karte)          |           | Geschützt nach § 2 DSchG |    |
| Weitere Bilder | Wohn- und Geschäftshaus                           | Hüetlinstraße 5 (Karte)          |           | Geschützt nach § 2 DSchG |    |
| Weitere Bilder | Wohn- und Geschäftshaus                           | Hüetlinstraße 7 (Karte)          |           | Geschützt nach § 2 DSchG |    |
| Weitere Bilder | Wohn- und Geschäftshaus                           | Hüetlinstraße 9 (Karte)          |           | Geschützt nach § 2 DSchG |    |
| Weitere Bilder | Wohn- und Geschäftshaus                           | Hüetlinstraße 10 (Karte)         |           | Haus „zum Schwan“ Geschützt nach §§ 2 (Sachgesamtheit) DSchG |    |
|                | Hinterhaus                                        | Hüetlinstraße 10 (Karte)         |           | Geschützt nach §§ 2 (Sachgesamtheit) DSchG | BW |
| Weitere Bilder | Wohn- und Geschäftshaus                           | Huetlinstraße 11 (Karte)         |           | [ 7 ] |    |
| Weitere Bilder | Wohn- und Geschäftshaus                           | Hüetlinstraße 13 (Karte)         |           | Haus „zum Schwarzen Widder“ Geschützt nach § 2 DSchG |    |
| Weitere Bilder | Wohn- und Geschäftshaus                           | Hüetlinstraße 15 (Karte)         |           | Haus „zum Engel“ Geschützt nach § 2 DSchG |    |
| Weitere Bilder | Wohn- und Geschäftshaus                           | Hüetlinstraße 17 (Karte)         |           | Geschützt nach § 2 DSchG |    |
| Weitere Bilder | Wohnhaus                                          | Hüetlinstraße 20 (Karte)         |           | Geschützt nach § 2 DSchG |    |
| Weitere Bilder | Haus Minerva, Wohnhaus                            | Hüetlinstraße 21 (Karte)         |           | Geschützt nach § 2 DSchG |    |
| Weitere Bilder | Wohn- und Geschäftshaus                           | Hüetlinstraße 22 (Karte)         |           | Geschützt nach § 2 DSchG |    |
| Weitere Bilder | Wohn- und Geschäftshaus                           | Hüetlinstraße 23 (Karte)         |           | Geschützt nach § 2 DSchG |    |
| Weitere Bilder | Wohnhaus                                          | Hüetlinstraße 24 (Karte)         |           | Haus „zum Bleiernen Schlegel“ Geschützt nach § 2 DSchG |    |
| Weitere Bilder | Wohn- und Geschäftshaus                           | Hüetlinstraße 25 (Karte)         |           | Haus „zum Sternen“ Geschützt nach § 2 DSchG |    |
| Weitere Bilder | Wohn- und Geschäftshaus                           | Hüetlinstraße 26 (Karte)         |           | Geschützt nach § 2 DSchG |    |
| Weitere Bilder | Wohnhaus                                          | Hüetlinstraße 30 (Karte)         |           | Geschützt nach § 2 DSchG |    |
| Weitere Bilder | Wohn- und Geschäftshaus                           | Hüetlinstraße 34 (Karte)         |           | Geschützt nach § 2 DSchG |    |
| Weitere Bilder | Wohn- und Geschäftshaus                           | Hüetlinstraße 39 (Karte)         |           | Geschützt nach § 2 DSchG |    |
| Weitere Bilder | Wohn- und Geschäftshaus                           | Kreuzlinger Straße 1 (Karte)     |           | Geschützt nach § 2 DSchG |    |
| Weitere Bilder | Wohn- und Geschäftshaus                           | Kreuzlinger Straße 2 (Karte)     |           | Geschützt nach § 12 DSchG |    |
| Weitere Bilder | Wohn- und Geschäftshaus                           | Kreuzlinger Straße 3 (Karte)     |           | Geschützt nach § 2 DSchG |    |
| Weitere Bilder | Haus zum Tannenamt, Wohn- und Geschäftshaus       | Kreuzlinger Straße 4 (Karte)     |           | Geschützt nach § 2 DSchG |    |
| Weitere Bilder | Haus zur Felsenburg, Wohn- und Geschäftshaus      | Kreuzlinger Straße 7 (Karte)     |           | Geschützt nach § 12 DSchG |    |
| Weitere Bilder | Wohn- und Geschäftshaus                           | Kreuzlinger Straße 8 (Karte)     |           | Geschützt nach § 2 DSchG |    |
| Weitere Bilder | Wohn- und Geschäftshaus                           | Kreuzlinger Straße 9 (Karte)     |           | Geschützt nach § 2 DSchG |    |
| Weitere Bilder | Wohn- und Geschäftshaus                           | Kreuzlinger Straße 11 (Karte)    |           | Geschützt nach § 2 DSchG |    |
| Weitere Bilder | Wohn- und Geschäftshaus                           | Kreuzlinger Straße 13 (Karte)    |           | Geschützt nach §§ 2 (Sachgesamtheit) DSchG |    |
|                | Hinterhaus                                        | Kreuzlinger Straße 13 (Karte)    |           | Geschützt nach §§ 2 (Sachgesamtheit) DSchG | BW |
| Weitere Bilder | Ehemals Jodukuskirche, jetzt Wohnhaus             | Kreuzlinger Straße 15 (Karte)    |           | Geschützt nach § 2 DSchG |    |
| Weitere Bilder | Wohn- und Geschäftshaus                           | Kreuzlinger Straße 17 (Karte)    |           | Geschützt nach § 2 DSchG |    |
| Weitere Bilder | Wohn- und Geschäftshaus                           | Kreuzlinger Straße 19 (Karte)    |           | Geschützt nach § 2 DSchG |    |
| Weitere Bilder | Wohn- und Geschäftshaus                           | Kreuzlinger Straße 20 (Karte)    |           | Geschützt nach § 2 DSchG |    |
| Weitere Bilder | Haus zum Rechten Schwert, Wohn- und Geschäftshaus | Kreuzlinger Straße 28 (Karte)    |           | Geschützt nach § 2 DSchG |    |
| Weitere Bilder | Haus zum Geben Stein, Wohn- und Geschäftshaus     | Kreuzlinger Straße 29 (Karte)    |           | Geschützt nach § 2 DSchG | BW |
| Weitere Bilder | Wohn- und Geschäftshaus                           | Kreuzlinger Straße 35 (Karte)    |           | Geschützt nach § 2 DSchG |    |
| Weitere Bilder | Haus zum Kelhof, Wohnhaus                         | Kreuzlinger Straße 36 (Karte)    |           | Geschützt nach § 2 DSchG |    |
| Weitere Bilder |                                                   | Kreuzlinger Straße 37 (Karte)    |           | Geschützt nach §§ 2 (Sachteil) DSchG |    |
| Weitere Bilder | Haus zum Roten Zuber, Wohnhaus                    | Kreuzlinger Straße 38 (Karte)    |           | Geschützt nach § 2 DSchG |    |
|                | Wohn- und Geschäftshaus                           | Kreuzlinger Straße 40 (Karte)    |           | Geschützt nach § 2 DSchG | BW |
| Weitere Bilder | Wohn- und Geschäftshaus                           | Kreuzlinger Straße 42 (Karte)    |           | Geschützt nach § 2 DSchG |    |
| Weitere Bilder | Wohn- und Geschäftshaus                           | Kreuzlinger Straße 43 (Karte)    |           | Geschützt nach § 2 DSchG |    |
| Weitere Bilder | Wohn- und Geschäftshaus                           | Kreuzlinger Straße 44 (Karte)    |           | Geschützt nach § 2 DSchG |    |
| Weitere Bilder | Wohn- und Geschäftshaus                           | Kreuzlinger Straße 45b (Karte)   |           | Geschützt nach § 2 DSchG |    |
| Weitere Bilder | Wohn- und Geschäftshaus                           | Kreuzlinger Straße 47 (Karte)    |           | Geschützt nach § 2 DSchG | BW |
| Weitere Bilder | Wohn- und Geschäftshaus                           | Kreuzlinger Straße 47a (Karte)   |           | Geschützt nach § 2 DSchG |    |
|                | Wohnhaus                                          | Kreuzlinger Straße 50a (Karte)   |           | Geschützt nach § 2 DSchG | BW |
|                | Wohn- und Geschäftshaus                           | Kreuzlinger Straße 56 (Karte)    |           | Geschützt nach § 2 DSchG | BW |
|                | Wohnhaus                                          | Obere Laube 60 (Karte)           |           | Geschützt nach § 2 DSchG | BW |
| Weitere Bilder | Wohn- und Geschäftshaus                           | Obere Laube 64 (Karte)           |           | Geschützt nach § 2 DSchG |    |
| Weitere Bilder | Wohnhaus                                          | Otto-Raggenbass-Straße 6 (Karte) |           | Geschützt nach § 2 DSchG |    |
|                | Gartenhaus                                        | Otto-Raggenbass-Straße 6 (Karte) |           | Geschützt nach §§ 2 (Sachgesamtheit) DSchG | BW |
| Weitere Bilder | Wohnhaus                                          | Otto-Raggenbass-Straße 8 (Karte) |           | Geschützt nach § 2 DSchG |    |
| Weitere Bilder | Wohn- und Geschäftshaus                           | Scheffelstraße 1 (Karte)         |           | Geschützt nach § 2 DSchG |    |
| Weitere Bilder | Wohn- und Geschäftshaus                           | Scheffelstraße 2 (Karte)         |           | Geschützt nach § 2 DSchG | BW |
| Weitere Bilder | Wohnhaus                                          | Scheffelstraße 3 (Karte)         |           | Geschützt nach § 2 DSchG |    |
| Weitere Bilder | Wohnhaus                                          | Scheffelstraße 4 (Karte)         |           | Geschützt nach § 2 DSchG |    |
| Weitere Bilder | Wohnhaus                                          | Scheffelstraße 5 (Karte)         |           | Geschützt nach § 2 DSchG |    |
| Weitere Bilder | Wohnhaus                                          | Scheffelstraße 6 (Karte)         |           | Geschützt nach § 2 DSchG |    |
| Weitere Bilder | Wohnhaus                                          | Scheffelstraße 7 (Karte)         |           | Geschützt nach § 2 DSchG |    |
| Weitere Bilder | Wohn- und Geschäftshaus                           | Scheffelstraße 8 (Karte)         |           | Geschützt nach § 2 DSchG |    |
| Weitere Bilder | Wohnhaus                                          | Scheffelstraße 10 (Karte)        |           | Geschützt nach § 2 DSchG |    |
| Weitere Bilder | Wohnhaus                                          | Scheffelstraße 12 (Karte)        |           | Geschützt nach § 2 DSchG |    |
| Weitere Bilder | Wohn- und Geschäftshaus                           | Scheffelstraße 13 (Karte)        |           | Geschützt nach § 2 DSchG |    |
| Weitere Bilder | Wohnhaus                                          | Scheffelstraße 14 (Karte)        |           | Geschützt nach § 2 DSchG |    |
| Weitere Bilder | Wohnhaus                                          | Scheffelstraße 15 (Karte)        |           | Geschützt nach § 2 DSchG |    |
| Weitere Bilder | Wohnhaus                                          | Scheffelstraße 16 (Karte)        |           | Geschützt nach § 2 DSchG |    |
| Weitere Bilder | Wohnhaus                                          | Scheffelstraße 17 (Karte)        |           | Geschützt nach § 2 DSchG |    |
| Weitere Bilder | Wohnhaus                                          | Scheffelstraße 18 (Karte)        |           | Geschützt nach § 2 DSchG |    |
| Weitere Bilder | Wohnhaus                                          | Schwedenschanze 1 (Karte)        |           | Geschützt nach § 2 DSchG |    |
| Weitere Bilder | Wohnhaus                                          | Schwedenschanze 3 (Karte)        |           | Geschützt nach § 2 DSchG |    |
| Weitere Bilder | Villa                                             | Schwedenschanze 5 (Karte)        |           | Geschützt nach §§ 2 (Sachgesamtheit) DSchG |    |
|                | Geschäftshaus                                     | Schwedenschanze 5 (Karte)        |           | Geschützt nach §§ 2 (Sachgesamtheit) DSchG | BW |
| Weitere Bilder | Wohnhaus                                          | Schwedenschanze 7a (Karte)       |           | Geschützt nach § 2 DSchG |    |
| Weitere Bilder | Wohnhaus                                          | Schwedenschanze 7b (Karte)       |           | Geschützt nach § 2 DSchG |    |
| Weitere Bilder | Wohn- und Geschäftshaus                           | Zogelmannstraße 1 (Karte)        |           | Geschützt nach § 2 DSchG |    |
| Weitere Bilder | Wohn- und Geschäftshaus                           | Zogelmannstraße 2 (Karte)        |           | Geschützt nach § 2 DSchG |    |
|                | Wohnhaus                                          | Zur Laube 1 (Karte)              |           | Geschützt nach § 2 DSchG | BW |

### Außerhalb der Gesamtanlage Altstadt
| Bild           | Bezeichnung | Lage                              | Datierung | Beschreibung             | ID |
| -------------- | ----------- | --------------------------------- | --------- | ------------------------ | -- |
| Weitere Bilder | Wohnhaus    | Otto-Raggenbass-Straße 7 (Karte)  |           | Geschützt nach § 2 DSchG |    |
|                | Wohnhaus    | Otto-Raggenbass-Straße 9 (Karte)  |           | Geschützt nach § 2 DSchG |    |
| Weitere Bilder | Wohnhaus    | Otto-Raggenbass-Straße 13 (Karte) |           | Geschützt nach § 2 DSchG |    |
| Weitere Bilder | Wohnhaus    | Otto-Raggenbass-Straße 15 (Karte) |           | Geschützt nach § 2 DSchG |    |
| Weitere Bilder | Villa       | Schwedenschanze 14 (Karte)        |           | Geschützt nach § 2 DSchG |    |